# Hans Dolf
Hans Dolf (* 27. April 1897 in Graz; † 26. Juni 1967 ebenda) war ein österreichischer Schauspieler und Hörspielsprecher, der vor allem durch seine Sprechrolle als Kommissar Leitner in der Sendereihe Wer ist der Täter? des Österreichischen Rundfunks (siehe auch Geschichte des Hörfunks in Österreich) Bekanntheit erlangte.

## Leben
Dolfs bürgerlicher Name lautete Adolf Dolschak. Er absolvierte die Grazer Handelsakademie und diente im Ersten Weltkrieg in der k.u.k. Armee Österreich-Ungarns. Nach dem Krieg verdingte er sich in einer Versicherungsanstalt und widmete sich daneben der Schauspielerei. Am 16. Mai 1938 beantragte er die Aufnahme in die NSDAP und wurde rückwirkend zum 1. Mai desselben Jahres aufgenommen (Mitgliedsnummer 6.278.288). Im Zweiten Weltkrieg hatte er in der Wehrmacht des Deutschen Reichs zu dienen. Nach dem Krieg konnte er am Schauspielhaus Graz Fuß fassen. Ab den späten 1940er Jahren war er als „Kommissar Leitner“ tätig, obwohl er eigentlich in der ersten Folge nicht für diese Rolle vorgesehen war. 1964 veröffentlichte Dolf eine Studie über den Grazer Dichter Rudolf Hans Bartsch. Dolf starb am Tag nach der 98. Sendung von Wer ist der Täter?